# Pavel Sýkora (lední hokejista)
Pavel Sýkora (1949 – 7. května 2015) je bývalý český hokejový brankář. Po skončení aktivní kariéry působil jako dlouholetý hokejový rozhodčí.

## Hokejová kariéra
V československé lize chytal za TJ Gottwaldov. Nastoupil v 1 ligovém utkání.

## Klubové statistiky
| 1967/1968 | TJ Gottwaldov | 1. liga | 1 | 12,00 | 69,2 |
| 1970/1971 | TJ Gottwaldov | 2. liga | - | -     | -    |